# Eiffel 65

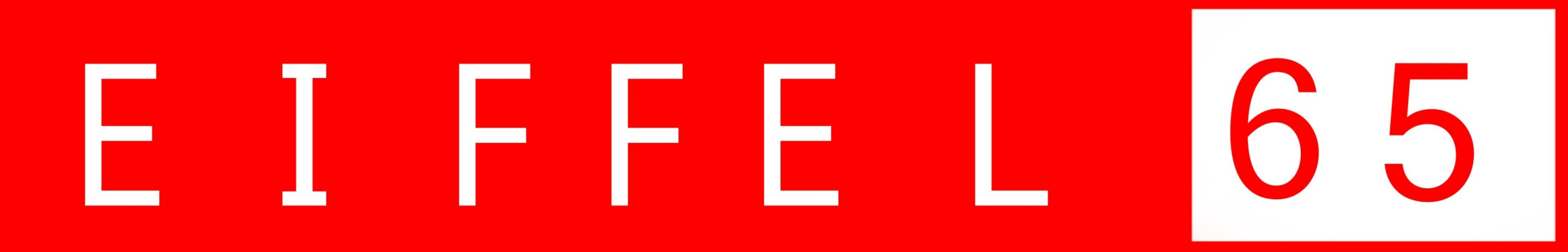
Logotyp zespołu

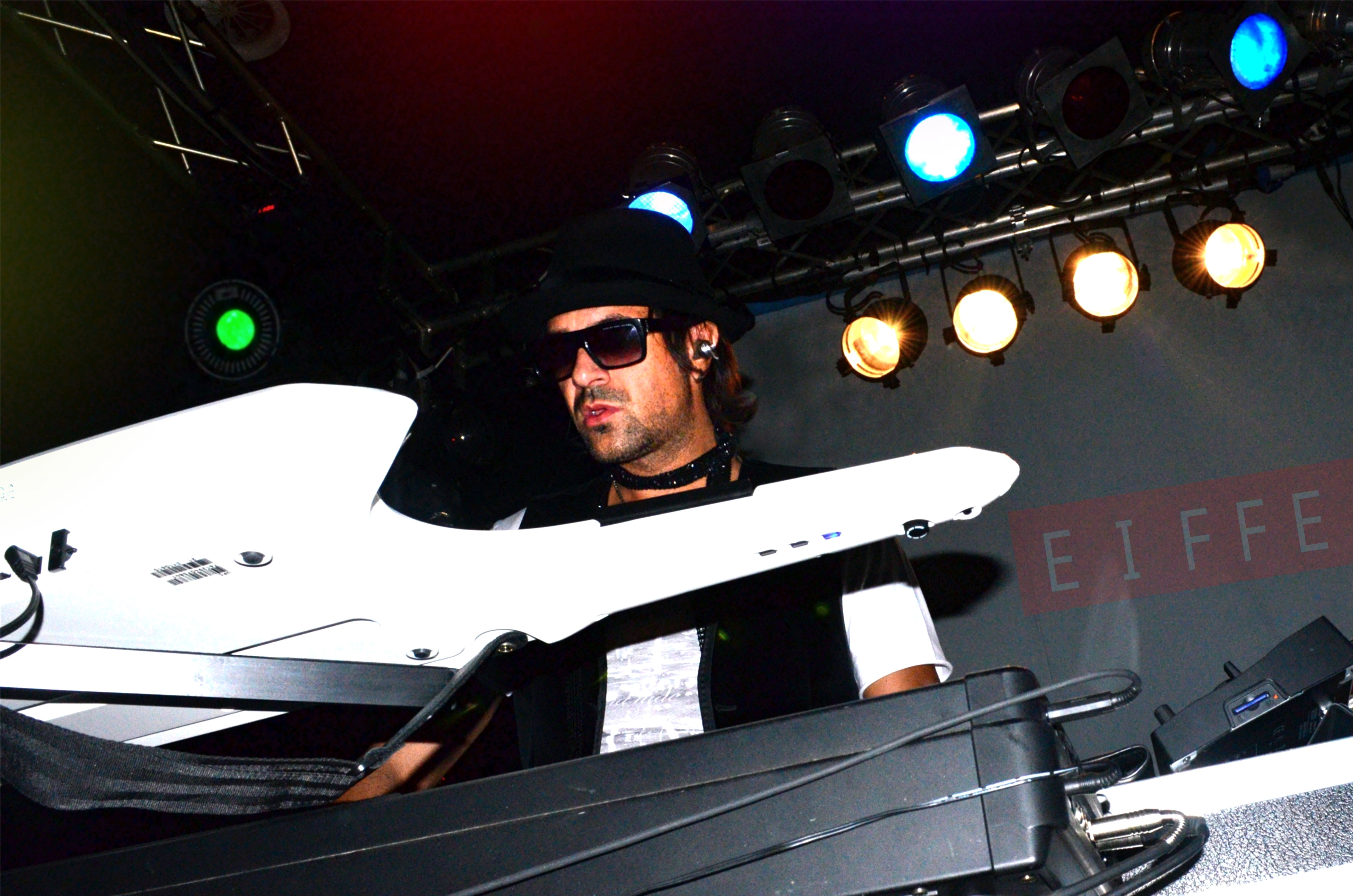
Maury Lobina

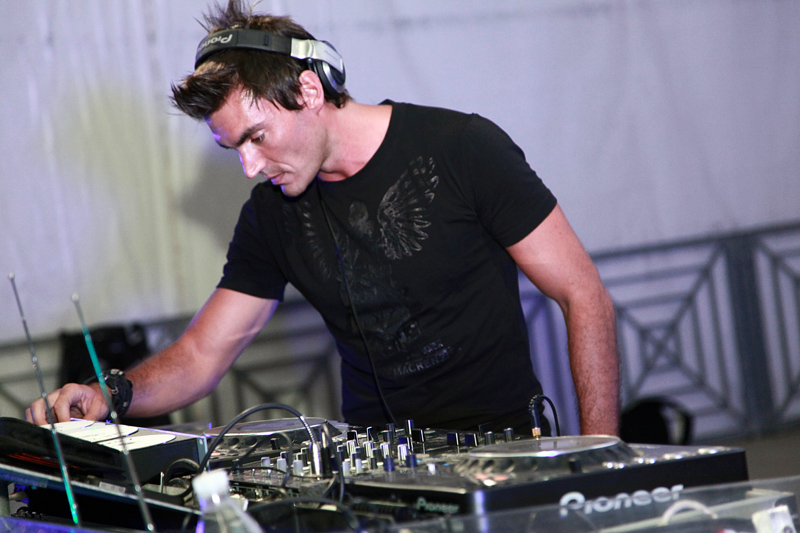
Gabry Ponte

Eiffel 65 – włoski zespół grający muzykę elektroniczną i eurodance, założony w 1998 roku.

## Historia

### Początki
Randone, Ponte i Lobina poznali się w Bliss Corporation, które zostało założone w 1992 przez Massima Gabuttiego. Nazwa zespołu "Eiffel" została wybrana losowo przez program komputerowy, natomiast liczba 65 znalazła się przypadkowo na ich demie – był to fragment numeru telefonu.

### 1996-2005
Eiffel 65 stało się popularne poprzez ich międzynarodowe hity „Blue (Da Ba Dee)” oraz „Move Your Body”. Obie piosenki znalazły się na ich debiutanckim albumie „Europop”, który został wydany 22 listopada 1999.
Zespół odniósł wielki sukces w Europie, Stanach Zjednoczonych, Kanadzie oraz Australii. Europop znalazł się w pierwszej piątce Billboard 200 i na Billboard Kanadyjskich Albumów. „Blue (Da Ba Dee)” trafiło na 6. miejsce Billboard Hot 100, 1. miejsce w Wielkiej Brytanii i Niemczech, oraz 3 we Włoszech. Ich drugi album, „Contact!”, został wydany 24 lipca 2001, z „80's Stars” na 9. miejscu we Włoszech. W 2003 wydali album „Eiffel 65”.
Eiffel 65 również remiksowało piosenki innych artystów, takie jak „The Bad Touch” autorstwa Bloodhound Gang, hit Neka „La vita è” i „Reach” autorstwa S Club 7 a na początku 2005 remix „L'ultimo testimone” autorstwa Yo Yo Mundi.

### Bloom 06
W marcu 2005, DJ zespołu, Gabry Ponte odszedł, aby skupić się na jego karierze solowej. 16 maja 2005, pozostali członkowie - Maurizio Lobina oraz Jeffrey Jey zadecydowali odejść od Bliss Corporation, aby otworzyć własną wytwórnię płytową. Jako iż nazwa „Eiffel 65” była własnością Bliss Corporation, duet zadecydował kontynuować działalność pod nową nazwą, Bloom 06.
Długo oczekiwany czwarty album, pod tytułem „Crash Test”, został ukończony tuż przed odejściem Maury'ego i Jeffreya z Bliss Corporation. Został przemianowany na „Crash Test 01” i został wydany 13 października 2006 przez Bloom 06. Album zawiera teksty w języku angielskim oraz włoskim.

### Powrót zespołu
Bliss Corporation potwierdziło, że nowy skład Eiffel 65 zadebiutuje latem 2007 roku, jakkolwiek debiut został przełożony. W 2009, Bliss Corporation zaczęło promować pracę starszych zespołów, poprzez tworzenie teledysków z napisami oraz wypuszczając „niewidziane” nagrania Eiffel 65. W czerwcu 2010, Bloom 06 poinformowało, że Eiffel 65 wróci, aby tworzyć muzykę oraz koncertować. W wywiadzie z kwietnia 2012, Jeffrey Jey powiedział o postępie w tworzeniu nowego albumu:

Postęp jest powolny, ponieważ pracujemy z trzech różnych miejsc, oraz spośród wszystkich dem, które nagraliśmy prawdopodobnie dwie, może trzy nazywamy „kandydatami” na nowy singiel. Nie jesteśmy w stanie uzyskać jednogłośnej decyzji, co sprawia, że wydanie jest ciągle przekładane. Naprawdę trudno powiedzieć, kiedy wydamy piosenkę. Mamy nadzieję, że w ciągu dwóch albo trzech miesięcy uda nam się naprawić piosenki, które uznamy za dobrych kandydatów na opublikowanie.

W międzyczasie koncertowali po Europie z „New Planet Tour”, show multimedialne na szerokim ekranie, oraz na koniec 2012 ogłosili mini tour w Australii na ich stronie. Obecnie zespół głównie koncertuje we Włoszech oraz okazjonalnie po reszcie Europy oraz Świata.
2 kwietnia 2016 wyszedł nowy singiel Eiffel 65 - „Panico” na kanale Bliss Corporation na YouTube. „Panico” oraz angielska wersja „Critical” zostały oficjalnie wydany na iTunes 1 czerwca 2016, jakkolwiek data wydania ich czwartego albumu jest wciąż nieznana.

## Zorotl
Zorotlekuykauo Sushik IV "Zorotl" to postać stworzona przez Bliss Corporation i przedstawiona w teledyskach „Blue (Da Ba Dee)”, „Move Your Body” oraz „Lucky (In My Life)”. Zorotl pierwotnie miał być złą postacią, ale został zaprojektowany w taki sposób, że członkowie Eiffel 65 postanowili przedstawić go jako pozytywnego bohatera, zmieniając scenariusz teledysku i dodając do niego szczęśliwe zakończenie. W 2000 r. Bliss Corporation stworzyło teledysk dla niewypuszczonej piosenki „I wanna Be”. W oryginale teledysk wyglądał jak rozszerzona wersja singla „Too Much of Heaven”. Piosenka została uznana za autorstwa Zorotla, więc chociaż była nagrana przez członków Eiffel 65, Zorotl jest traktowany jako wirtualny zespół.

## Dyskografia

### Albumy
- Europop (1999)
- Contact! (2001)
- Eiffel 65 (2003)

### Single
- „Blue (Da Ba Dee)” (1999)
- „Episode I”
- „Move Your Body” (2000)
- „Too Much of Heaven” (2000)
- „My Console”
- „One Goal”
- „Episode II”
- „Back In Time”
- „Lucky (In My Life)”
- „80's Stars”
- „Losing You”
- „Cosa Resterà (In A Song)”
- „Quelli Che Non Hanno Età”
- „Viaggia Insieme A Me”
- „Viaggia Insieme A Me RMX”
- „Una Notte E Forse Mai Più”
- „Voglia Di Dance All Night”
- „Panico / Critical”